# Code des règlements fédéraux
Pour les articles homonymes, voir CFR.
Ne doit pas être confondu avec Code des États-Unis.
Lire en ligne

http://www.gpo.gov/fdsys/browse/collectionCfr.action?collectionCode=CFR

Le code des règlements fédéraux (Code of federal regulations (CFR) en anglais) des États-Unis est le recueil des règles et règlements généraux et permanents (parfois nommé United States administrative law « droit administratif » ), publié dans le Federal Register par les divers départements de l'exécutif et les agences indépendantes du gouvernement fédéral. Le CFR est publié par l'Office of the Federal Register, une agence du National Archives and Records Administration (NARA). 

## Histoire
La plus ancienne agence de régulation fédérale, existant encore, est l'Office of the Comptroller of the Currency, établie en 1863 pour réguler les banques nationales. Cependant, les Federal regulation sont habituellement datées par la création à la fin du XIXe siècle de l’Interstate Commerce Commission (ICC), qui était chargée de protéger le public des tarifs excessifs et discriminatoires des chemins de fer américains. La régulation était de nature économique, fixant les prix et réglementant les provisions des services ferroviaires. Ayant obtenu un certain succès, ce modèle administratif d'une commission indépendante et bipartisane, prenant des décisions par approche adjudicataire, a été utilisée par la Federal Trade Commission (FTC) (1914), la Water Power Commission (1920) (devenue par la suite la Federal Power Commission), et la Federal Radio Commission (1927) (devenue par la suite la Federal Communications Commission). Par la suite, au début du XXe siècle, le Congrès a créé plusieurs autres agences pour réguler les systèmes commerciaux et financiers – y compris le Federal Reserve Board (1913), la Tariff Commission (1916), la Packers and Stockyards Administration (1916), et la Commodities Exchange Authority (1922) – et pour s'assurer de la pureté de certains aliments et médicaments, la Food and Drug Administration (1931).
Les régulations fédérales commencèrent dans les années 1930 avec la mise en place du New Deal. Certains des programmes régulatoires économiques du New Deal ont été mis en place au travers du Federal Home Loan Bank Board (1932), de la Federal Deposit Insurance Corporation (FDIC) (1933), de la Commodity Credit Corporation (1933), de la Farm Credit Administration (1933), de la Securities and Exchange Commission (SEC) (1934), et du National Labor Relations Board (1935). En plus, la compétence de la Federal Communications Commission (FCC) et de la Interstate Commerce Commission a été étendue pour réguler d'autres formes de communications (en particulier, les téléphones et télégraphes) et d'autres formes de transport (en particulier, le transport par poids-lourds). En 1938, le rôle de la Food and Drug Administration (FDA) a été étendu pour inclure la prévention en plus des actions correctives. Le New Deal a aussi nécessité l'établissement d'une agence pour faire appliquer le Fair Labor Standards Act de 1938, le département du Travail, maintenant appelé Employment Standards Administration.

## Contexte
Le droit administratif existe parce que le Congrès des États-Unis délègue fréquemment son autorité aux agences de l'exécutif quant à l'interprétation des lois du Code des États-Unis (ou des lois non écrites) que ces agences ont le devoir de faire appliquer. Le Congrès peut être soit trop occupé ou débordé pour régler les détails des règlements de ces agences par une loi en bonne et due forme couvrant les moindres détails de leur fonctionnement, ou il peut décider que les techniciens de l'agence sont les mieux à même de définir les détails règlementaires des évènements pouvant s'y produire. Si le Congrès vote par exemple une loi qui établit un plafond maximum de mercure, ce sera l'Agence de protection de l'environnement (EPA), une agence indépendante, qui édictera la réglementation définissant ce qui constitue un seuil acceptable de mercure.
De par l'Administrative Procedure Act (en) de 1946, les agences sont en droit de promulguer des règles et règlements détaillés par une procédure de décret que les citoyens sont autorisés à commenter. Après un certain laps de temps, ces règles et règlements sont en général publiés dans le Federal Register.

## Effet du droit administratif
Les règlements sont traités par les tribunaux comme étant aussi contraignants que des lois, partant de l'idée qu'elles sont une interprétation raisonnable des lois fondamentales. Cette « interprétation raisonnable » ou doctrine dite de Chevron fut articulée par la Cour suprême des États-Unis dans une décision unanime (6 votes pour, 3 juges se récusant) dans un conflit avec le nouveau Clean Air Act promulgué par l'administration Reagan en 1981, Chevron USA, Inc. contre Natural Resources Defense Council, Inc..

## Publication du droit administratif
Les règles et règlements sont tout d'abord promulgués ou publiés dans le Federal Register puis organisés par sujet ou matière et incorporés au CFR. 

## Organisation
Le CFR est un ouvrage en plusieurs volumes, divisé en 50 titres (title) qui représentent de larges domaines des règlements fédéraux. Alors que de nouveaux règlements sont sans cesse émis, la mise à jour physique du CFR se fait à intervalles réguliers. Chaque volume du CFR est mis à jour une fois par année et chacun est imprimé trimestriellement.
- Les titres 1-16 sont réimprimés le 1er janvier ;
- Les titres 17-27 sont réimprimés le 1er avril ;
- Les titres 28-41 sont réimprimés le 1er juillet ;
- Les titres 42-50 sont réimprimés le 1er octobre.

Le CFR est organisé en titres (title), qui eux-mêmes sont découpés en parties (part):
- le titre 8 correspond par exemple aux règlements concernant les étrangers et la nationalité, édictés par le département de la Sécurité intérieure et l'Executive Office for Immigration Review (en), qui dépend du ministère de la Justice;
- le titre 14 correspond aux règlements établis par la Federal Aviation Administration;
- le titre 21 du Code des règlements fédéraux (en) aux règlements sur la nourriture et les médicaments, édictées par la Food and Drug Administration (FDA), la Drug Enforcement Administration (DEA) et l'Office of National Drug Control Policy (en);
- le titre 26 correspond aux règlements fiscaux édictés par l'Internal Revenue Service;
- le titre 40 du Code des règlements fédéraux (en) à la protection de l'environnement, qui dépend de l'Agence de protection de l'environnement, etc.

La désignation d'une partie se fait sous la forme « n° titre CFR part n° partie » par exemple « 21 CFR part 11 » : « 21 CFR part 11 » désigne la partie 11 du titre 21 (en l'occurrence, les règlements relatifs aux documents électroniques et aux signatures électroniques dans l'industrie pharmaceutique). Une version Internet du CFR, connue sous le nom de e-CFR, est également mise à jour par la NARA, et est en principe actuelle sous trois jours.

## Exemples
Les positions de certaines de des administrations bénéficient d'une renommée internationale, et sont connues au-delà des frontières, notamment pour les activités industrielles les plus standardisées.
- Titre 14 : Aéronautique et espace (aussi connue sous le nom de Federal Aviation Regulations, administrée par la Federal Aviation Administration)
- Titre 21 : Produits alimentaires et médicamenteux (administrée par la Food and Drug Administration et la Drug Enforcement Administration)
- Titre 40 : Protection de environnement (administrée par la United States Environmental Protection Agency)
- Titre 47 : Télécommunication (aussi connu sous le nom de FCC Rules, administré par la Federal Communications Commission)

## Sources
- (en) Cet article est partiellement ou en totalité issu de l’article de Wikipédia en anglais intitulé « Code of Federal Regulations » (voir la liste des auteurs).